# Типтон (Айова)
Типтон (англ. Tipton) — крупнейший город и административный центр в округе Сидар в штате Айова в Соединённых Штатах Америки.
Согласно результатам переписи населения США, проведённой в 2020 году, число жителей города составляло 3149 человек, что, для такого небольшого населённого пункта, существенно меньше (−2.2%), чем было во время предыдущей переписи прошедшей в 2010 году (3221 человек).

## История

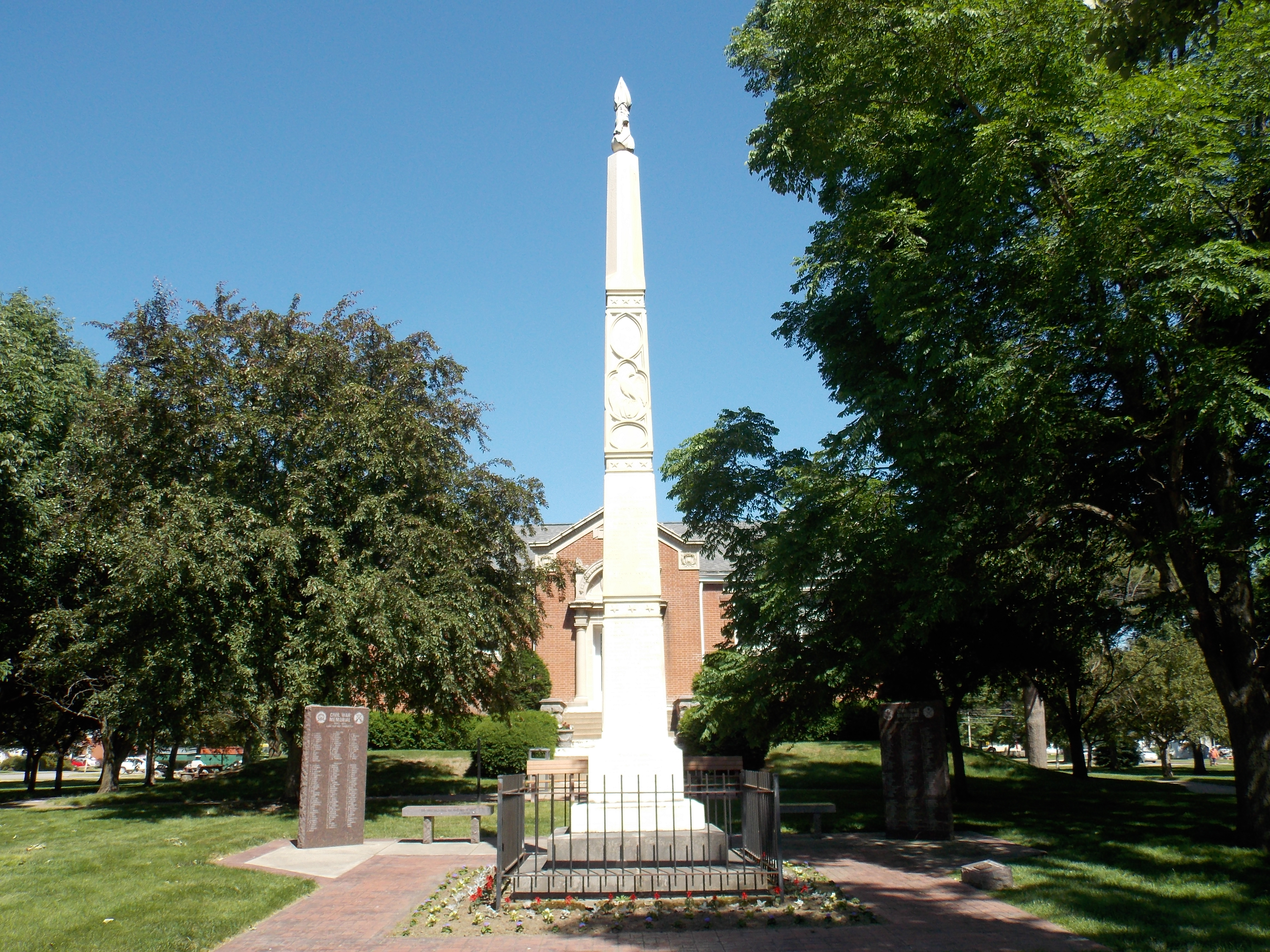
Мемориал «Марбл-Шафт» перед зданием библиотеки Типтона; позади высечены имена солдат из округа Сидар, погибших в войнах

Типтон был основан в 1840 году в составе тауншипа Сентер и назван в честь генерала Джона Типтона, личного друга основателя сообщества Генри У. Хиггинса.
К 1850 году в поселении проживало 252 человека, а своего исторического максимума (3221) численность населения достигла в 2010 году.
27 января 1857 года года поселение было инкорпорировано и включено в реестр штата Айова, благодаря чему некорпоративное сообщество Типтон официально получило статус города («Сity of» / «Town of»).
Первый состав вагонов прибыл в Типтон в День благодарения 1872 года ».

## География
В соответствии с данными указанными на сайте центрального статистического органа страны — Бюро переписи населения США, Бюро переписи населения США, общая площадь города составляет 2,09 квадратных мили (5,41 км2) и всю территорию занимает суша.